# Althea Reinhardt
Althea Rebecca Reinhardt (Aarhus, 1 de setembro de 1996) é uma jogadora de handebol dinamarquesa.

## Carreira
Ela assinou com o Odense em 2016, após iniciar a carreira no Nykøbing Falster Håndboldklub. Com o Odense, ela ganhou a Copa da Dinamarca em 2020 e a Liga Dinamarquesa em 2021 e 2022.
Ela fez parte da seleção nacional que terminou em 4º lugar no Campeonato Europeu de 2016 na Suécia. Uma semana antes do torneio, o goleiro Rikke Poulsen foi relatado como lesionado, o que levou Althea Reinhardt a fazer parte da seleção da Dinamarca em um torneio internacional pela primeira vez. Ela ganhou medalhas de bronze nos Campeonatos Mundiais de 2021 e 2023.
Nos Jogos Olímpicos de Verão de 2024, em Paris, conquistou a medalha de bronze no torneio feminino do handebol, após vencer a equipe sueca por 30–25 na disputa pelo terceiro lugar.